# Chironomus tenuistylus
Chironomus tenuistylus är en tvåvingeart som beskrevs av Lars Zakarias Brundin 1949. Chironomus tenuistylus ingår i släktet Chironomus och familjen fjädermyggor. Arten är reproducerande i Sverige. Inga underarter finns listade i Catalogue of Life.